# IQFoil

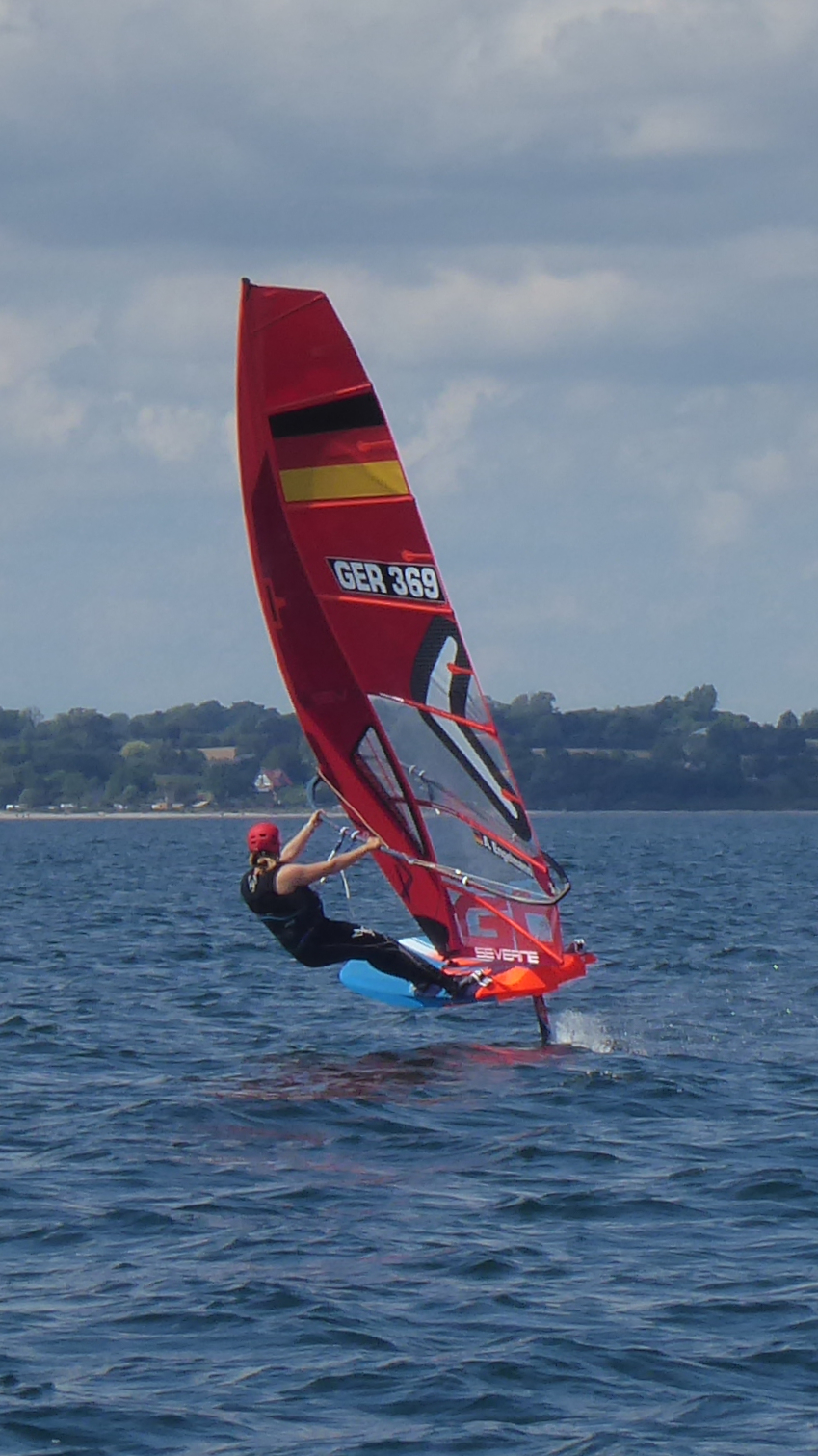
Embarcação da classe iQFoil

iQFoil é uma classe de windsurf selecionada pela Federação Internacional de Vela para substituir o RS:X nos Jogos Olímpicos de Verão de 2024. A disciplina tem semelhanças com a Fórmula Windsurfing, porém uma diferença notável é que os velejadores utilizam apenas uma vela. O tamanho da vela é de 9m² para os homens e 8m² para as mulheres. O piloto pode escolher entre usar um hidrofólio ou uma quilha convencional de 68 cm.